# Катастрофа Ан-24 в Донецьку
Авіакатастро́фа Ан-24 — авіаційна катастрофа при посадці в Донецьку літака українського авіаперевізника «Південні авіалінії», який здійснював рейс Одеса — Донецьк 13 лютого 2013. З 52 осіб на борту (враховуючи членів екіпажу) п'ятеро загинули, 26 звернулися за медичною допомогою, з них дев'ять госпіталізували.
Літак виконував внутрішній чартерний рейс з доставки футбольних уболівальників з Одеси в Донецьк на матч Ліги Чемпіонів УЄФА між командами «Шахтар» (Донецьк) — «Борусія» (Дортмунд). При спробі здійснити посадку в Міжнародному аеропорту Донецька літак промахнувся повз злітно-посадкову смугу та зачепив метеорологічну вежу. Після приземлення літак загорівся. Більшість пасажирів були евакуйовані. Очевидці повідомили, що літак намагався приземлитися в густому тумані і здійснив посадку на ґрунт між злітно-посадковою смугою і руліжною доріжкою.

## Жертви
| Ім'я               | Вік      | Рід діяльності |
| ------------------ | -------- | -------------- |
| Валерій Бабков     | 44 роки  | підприємець    |
| Олександр Грушевич | 59 років | підприємець    |
| Дмитро Пісня       |          | авіадиспетчер  |
| Віктор Горбатенко  |          |                |
| Сергій Бутенко     | 41 рік   | підприємець    |